# Aboutaleb Talebi
Aboutaleb Talebi, né le 10 avril 1945 à Marani et mort le 21 juillet 2008 à Téhéran, est un lutteur iranien spécialiste de la lutte libre.

## Carrière
Aboutaleb Talebi participe aux Jeux olympiques d'été de 1968 à Mexico et remporte la médaille de bronze dans la catégorie de poids coqs.